# 게초
게초(바스크어: Getxo)는 스페인 바스크 자치주 비스카이아 도에 있는 마을이다. 빌바오 대도시권에 속해 있으며, 현재 인구는 77,946명(2019년 기준)이다. 게초의 대부분은 상류층 거주 지역으로, 비스카이아 도에서 세 번째로 큰 지자치 단체이다.